# Webley
De Webley Revolver, ook bekend als de Webley Break-Top Revolver of Webley self-extracting Revolver, was de standaard-dienstrevolver voor de strijdkrachten van het Verenigd Koninkrijk, het Britse Rijk, en het Gemenebest van Naties van 1887 tot 1963.
De Webley is een zogenaamde "top-breakrevolver" met automatische extractie. Door met de hand een vergrendelingspal in te drukken kan de revolver worden opengebroken, waarbij tevens de afgeschoten hulzen uit de cilinder worden uitgeworpen. De Webley Mk I werd in gebruik genomen in 1887, maar het was de latere versie Mk IV, die populair was tijdens de Tweede Boerenoorlog van 1899-1902. De Mk VI, ingevoerd in 1915 tijdens de Eerste Wereldoorlog, is wellicht het bekendste model.
De Webleyrevolvers zijn de meest robuuste top-breakrevolvers ooit geproduceerd. De Webley Mk IV-variant is in een aantal landen nog steeds in gebruik als politiewapen.